# François Augiéras
Pour les articles homonymes, voir Augiéras.
François Augiéras est un écrivain français, né à Rochester (État de New York) le 18 juillet 1925 et mort à Périgueux le 13 décembre 1971.

## Biographie
François Augiéras est le fils de Pierre Augiéras, un pianiste français renommé, et de Suzanne Marie Kaczinska, peintre sur porcelaine d'origine polonaise. Pierre Augiéras, installé aux États-Unis en 1922 pour raisons professionnelles, enseigne à l'école de musique Eastman de Rochester ; il meurt le 29 mai 1925 d'une appendicite. Moins de deux mois plus tard, son fils François naît le 18 juillet. Quelques mois après sa naissance, la mère et l'enfant traversent l'Atlantique sur le France II et viennent en France. François Augiéras passe son enfance d'abord à Paris, qu'il trouve sinistre et où il étudie au collège Stanislas. Ils vont ensuite habiter à Périgueux quand il a huit ans. À l'âge de treize ans, à la bibliothèque municipale, il découvre André Gide, Nietzsche et Arthur Rimbaud.
Attiré par l'art, il quitte l'école à l'âge de treize ans pour suivre des cours de dessin. En 1941, il s'inscrit dans un des mouvements de jeunesse qui prolifèrent sous le régime de Vichy, mais dès 1942 il s'en détache pour devenir acteur dans un théâtre ambulant. Il s'engage, en 1944, au dépôt de la flotte à Toulon, puis passe en Algérie. Il ne s'attarde guère à Alger, pressé d'aller vers le Sud qu'il pressent être son véritable pays, et où il rejoint son oncle Marcel Augiéras, militaire colonial en retraite, qui vit à El Goléa, dans le Sahara. Durant son séjour dans le Sahara, François Augiéras est abusé sexuellement par son oncle, découvrant à cette occasion ses propres penchants homosexuels,.
Augiéras s'inspire de cet épisode pour écrire en 1949, Le Vieillard et l'Enfant, qu'il publie à compte d'auteur sous le pseudonyme d'Abdallah Chaamba. L'ouvrage retient l'attention d'André Gide qui, quelques mois avant son décès, rencontre le jeune écrivain après que ce dernier lui a envoyé deux lettres. Augiéras décrit plus tard un Gide manifestement ému par sa rencontre avec lui, et s'imagine comme le « dernier amour » du grand écrivain. Le Vieillard et l'Enfant est republié en 1954 par les Éditions de minuit et une rumeur prétend alors qu'« Abdallah Chaamba » est un pseudonyme posthume de Gide.
Solitaire et révolté, Augiéras multiplie les voyages, parcourant notamment l'Algérie et la Grèce, et faisant retraite au mont Athos. En 1957-1958, il participe à la revue Structure, que dirige Pierre Renaud à Paris, puis s'engage dans une compagnie de méharistes du sud algérien. Ses livres s'inspirent de sa vie mouvementée : lui-même écrit : « J'ai accepté – ou appelé – de dangereuses aventures, toujours avec cette arrière-pensée : ça deviendra des livres ! » D'un tempérament panthéiste, Augiéras évoque ouvertement dans ses écrits l'attirance sexuelle à la fois pour les garçons et les jeunes filles, mais également pour les animaux. Dans L'Apprenti sorcier, le seul de ses ouvrages qui ne soit pas directement autobiographique, il aborde le thème de la pédophilie.
En 1960, il épouse sa cousine Viviane de La Ville de Rigné, mais leur union ne dure pas et est officiellement dissoute neuf ans plus tard. En 1964 paraît sans nom d'auteur, aux éditions Julliard, L'Apprenti sorcier, un texte peu connu, sauvage, d'une force peu commune, où un adolescent entretient des rapports masochistes avec le prêtre chez qui il est placé, puis vit une histoire d'amour avec un jeune garçon. En 1967, Augiéras achève le premier livre qu'il signe de son véritable nom, Une adolescence au temps du Maréchal et de multiples aventures. Les errances, la précarité, l'extrême solitude aggravent son état de santé. Les séjours à l'hôpital de Périgueux se succèdent. À la fin des années 1960, il réside un temps dans les grottes de Domme pour échapper aux conditions de vie dans les hospices, et y écrit sur des cahiers d'écolier. Son livre Domme ou l'Essai d'occupation, qu'il ne parvient pas à faire éditer de son vivant, est inspiré de sa vie dans les grottes.
Miné par la pauvreté et la malnutrition, prématurément vieilli par ses conditions de vie, il s'installe dans une maison de repos près de Brantôme (Dordogne), puis dans un hospice pour indigents à Montignac. Un voyage au Mont Athos est publié en 1970. Souffrant d'une maladie cardiaque, François Augiéras meurt le 13 décembre 1971 à l'hôpital de Périgueux. Il est inhumé à Domme le 18. L'un de ses rares amis, l'instituteur Paul Placet, s'emploie ensuite à faire connaître l'œuvre d'Augiéras en organisant des expositions de ses peintures et en diffusant ses manuscrits.
Plusieurs ouvrages de François Augiéras, dont des recueils de correspondance, ont paru de manière posthume. En plus d'une œuvre littéraire, il laisse un ensemble de tableaux et des dessins, encore peu connus. L'un de ses biographes, Serge Sanchez, décrit l'œuvre littéraire d'Augiéras comme « une fresque spirituelle qui prend racine dans sa vie même ».
En 2009, le peintre catalan Miquel Barceló « fait rayonner l'œuvre d'Augièras à la Biennale de Venise ».
François Augiéras donne son nom au prix littéraire du Grand Périgueux, le Prix Augiéras, qui est attribué chaque année dans le cadre du Salon du Livre de Champcevinel, Livre en Fête, depuis 2010.
En 2001, Marc Monnier réalise à la demande de Xavier Darcos, alors maire de Périgueux et sénateur d'Aquitaine, une sculpture en hommage à François Augiéras. Placée dans l'enceinte de la médiathèque Pierre Fanlac, elle est restaurée et déplacée plus en vue dans l'enceinte en 2018. Elle représente un entrecroisement abstrait de lettres.[réf. souhaitée]
En 2021, à l’occasion du cinquantenaire de sa mort, l’Office de la culture de Domme propose un hommage appuyé, à Sarlat et Domme, puis à Montignac et aux Eyzies, avec des expositions événements et débats sur son oeuvre. La même année, au sujet de l'oeuvre d'Augiéras, paraissent un hors-série de la revue Raskar Kapac ainsi qu'un essai de Bernard Duvert.
En 2025, sur l'initiative de Miquel Barceló, une exposition sur la vie de François Augiéras se tient en Espagne à Gérone.

## Œuvres
- Le Vieillard et l'Enfant, éditions de Minuit, 1954, rééd. en 1985. Un récit semi-onirique, une écriture hantée par Dieu sous le ciel étoilé de l'Afrique. Le drame d'un enfant réduit à « l'esclavage » et d'abord la relation d'une éducation érotique et spirituelle dans une oasis au milieu du désert. Une première œuvre qui a enchanté Gide.
- Zirara, Revue Structure, 1957.
- Le Voyage des morts, Revue Structure-La Nef de Paris, 1959. Rééd. Fata Morgana, 1979. Rééd Grasset - Les cahiers rouges, 2000
- Une adolescence au temps du Maréchal et de multiples aventures, Christian Bourgois, 1968. Rééd. éditions de la Différence, 2001. Rééd. Bartillat, Omnia Poche, 2018.
- Un voyage au Mont Athos, Flammarion, 1970
- L'Apprenti sorcier, sans nom d'auteur, Julliard, 1964. Rééd. Fata Morgana, 1976, puis Grasset, 1989. Le critique et cinéaste Michel Mardore avec lequel François Augiéras entretient une amitié et une correspondance sur plusieurs années, pense à adapter ce livre au cinéma dès 1964. En 1968, Michel Mardore signe un article de critique littéraire dans Le Nouvel Observateur du 6 mars, qui fera connaître l'œuvre d'Augiéras.
- Domme ou l'Essai d'occupation, Fata Morgana, 1982. Rééd. Éd. du Rocher, 1990. Rééd. Grasset, 1996.
- La Chasse fantastique, de François Augiéras et Paul Placet, Éditions Phalène, 1984. Rééd. Éditions Novetlé, 1996. Rééd. La Différence, coll. "Minos", 2005.
- Les Barbares d'Occident, Fata Morgana, 1990. Rééd. La Différence, 2002. L'essentiel de l'œuvre de François Augiéras est autobiographique. Les Barbares d'Occident n'y font pas exception. Le titre devait, à l'origine, couvrir l'ensemble de ses rapports avec des figures de son époque (Gide, Cendrars, Jouhandeau, Bissière, Yourcenar, Malraux), mais l'auteur a abandonné son projet initial, préférant inclure dans Une adolescence au temps du Maréchal les épisodes de ses rencontres avec Gide et avec le peintre Bissière.
- Bout du monde dessins de Claude Stassart-Springer, éditions de la Goulotte - Vézelay - 1998
- Lettres à Paul Placet, Fanlac, 2000.
- Le Diable ermite, éditions de la Différence, 2002. Lettres à Jean Chalon (1968-1971). Correspondance des dernières années de sa vie, jusqu'à la veille de sa mort, avec cet ami qu'il ne rencontra jamais physiquement.

### Projet inabouti
1964 : L'Apprenti sorcier, scénario et dialogues par Michel Mardore, d'après François Augiéras